# Piculus flavigula
Piculus flavigula és una espècie d'ocell de la família dels pícids (Picidae) que habita la selva humida del sud-est de Colòmbia, sud de Veneçuela, Guaiana, est de l'Equador i del Perú, nord-est de Bolívia i oest, est i sud-est del Brasil.
En diverses llengües rep el nom de "picot gorjagroc" (Anglès: Yellow-throated Woodpecker. Francès: Pic à gorge jaune).